# VBN-sterabonnement
Het VBN-sterabonnement was een nationaal vervoerbewijs dat in Nederland werd gebruikt in het stads- en streekvervoer en werd uitgegeven door Vervoerbewijzen Nederland B.V. (VBN). Sinds 1 januari 2013 bestaat het VBN-sterabonnement niet meer. Het werd vervangen door regionale (ster)abonnementen.

## Geschiedenis

### Invoering
Het sterabonnement werd ingevoerd op 1 oktober 1980, met uitzondering van Den Haag die het abonnement pas exact een jaar later invoerde. Voor het sterabonnement en de Nationale Strippenkaart werd Nederland opgedeeld in zones. Iedere zone kreeg een viercijferig zonenummer. Het juiste zonenummer werd op het sterabonnement gedrukt en ook hoeveel zones rondom bereisd kon worden. Het aantal sterren stond voor de grootte van het gebied rondom de centrumzone waarin gereisd mocht worden. Reisde men bijvoorbeeld van A naar B en ging men via C, dan werd de centrumzone van C op het abonnement vermeld. Als zone C in het midden van het traject lag was minimaal een 2-ster-abonnement noodzakelijk.
In 1980 bestonden er nog verschillen tussen de landelijke sterabonnementsprijzen en de sterabonnementsprijzen in sommige steden, omdat de gemeenten en niet de Rijksoverheid de prijs bepaalden. Onder meer Amsterdam hanteerde nog enkele jaren lagere tarieven indien de keuzezone de centrale centrumzone was.
Minister Danny Tuijnman wilde de tarieven uiterlijk in 1983 landelijk op hetzelfde (hoge) niveau hebben. Daartoe werd ieder jaar het verschil kleiner gemaakt, totdat in 1983 de prijzen landelijk gelijk waren getrokken.

### Verkleining zones
Op 1 april 1984 werden in opdracht van minister Neelie Kroes diverse zones in het land verkleind en werden er nieuwe toegevoegd. Zo kwam in Amsterdam de zone Bijlmermeer op drie zones afstand van het centrum te liggen in plaats van twee, in Rotterdam de zone Hoogvliet op vier zones in plaats van drie en in Den Haag zone Scheveningen op twee in plaats van in dezelfde zone. Ook in andere steden en buiten de steden werden zones verkleind en kwamen er zones bij. Op dezelfde datum werd tevens een tariefsverhoging van kracht en werden sommige reizigers geconfronteerd met prijsstijgingen van meer dan 50 procent. Bij een jaarabonnement kon men nog tot de einddatum, uiterlijk 31 maart 1985, reizen volgens de oude zone indeling. Dit maakte controles soms lastig. Ook in Noord-Nederland werden veel zones verkleind en nieuwe toegevoegd, omdat de zones volgens de minister te groot zouden zijn vergeleken met elders.

### Assortiment
Bij het abonnement behoorde een stamkaart met pasfoto en persoonsgegevens. Het serienummer van de stamkaart diende op het abonnement te worden ingevuld en met elkaar corresponderen omdat het abonnement strikt persoongebonden was.  
Tot 1990 bestond het assortiment uit 1-ster t/m 8-ster en N-ster. Het N-sterabonnement was geldig in alle zones in Nederland. Meestal stond op dit abonnement ook een zonenummer, maar dit was dan het nummer van het station waar het abonnement gekocht was. De 1-ster- t/m 3-sterabonnementen waren verkrijgbaar in een week- en een maandversie. De rest was alleen verkrijgbaar als maandabonnement. Ook bestond er een jaarabonnement die 10x   
de maandprijs bedroeg en in termijnen kon worden betaald. Indien dit abonnement vlak voor een tariefsverhoging werd aangeschaft kon men nog bijna een jaar voor de oude prijs reizen.
Wegens geringe verkoopresultaten werd in 1990 besloten het 8-sterabonnement te schrappen en in 1996 verdween om dezelfde reden het 7-sterabonnement. De N-ster nam qua waarde steeds de plaats in van het geschrapte abonnement. In principe is het N-sterabonnement dus gedurende zijn bestaan twee keer goedkoper geworden. Door de inflatie was de prijsdaling echter niet erg hoog.
De N-ster was niet geldig op trajectgebonden HOV-snelbussen zoals de Interliner, Qliner en Hanzeliner. Dit kwam doordat de prijs voor een N-ster ongeveer overeenkwam met die van een reis door 14 zones. Toen in 2007 de HOV-tarieven werden bijgesteld, kwam dit plafond te vervallen, waardoor de N-ster wel geldig werd.
Daarnaast waren er 1-ster- t/m 3-stersupplementabonnementen. Deze uitbreiding waren bedoeld voor de maand- en jaartrajectkaarten van de NS. De supplementen waren zogezegd twee sterabonnementen van hetzelfde aantal sterren, gecentreerd op de zones aan de uiteinden van het betreffende traject. De maandversie is afgeschaft op 1 juli 2012 en de jaarversie op 31 december 2013.
In de begintijd was een weekabonnement geldig tot de volgende maandag 12.00 uur en een maandabonnement tot de 1e dag van de volgende maand 12.00 uur. Dit om de gelegenheid te geven toch de kaart nog te kunnen gebruiken indien men vergeten was tijdig een nieuwe kaart te kopen en men niet in de buurt van een voorverkoopadres woonde.
Voor personen van 4 tot en met 18 jaar en personen van 65 jaar en ouder gold een reductietarief.

### Geldigheid
Het sterabonnement was geldig in het stads- en streekvervoer en in sommige gevallen in nachtbussen. Later werd het abonnement ook geldig op route 2 van de Waterbus Rotterdam-Drechtsteden. Op sommige HOV buslijnen en buurtbussen moest een toeslag worden betaald. Ook waren deze abonnementen geldig in de treinen op de trajecten Groningen-Roodeschool, Groningen-Delfzijl, Groningen-Veendam, Groningen-Leer (Ostfriesl), Arnhem-Winterswijk, Zutphen-Winterswijk, Zutphen-Oldenzaal, Zutphen-Apeldoorn, Zwolle-Kampen en Kerkrade Centrum-Maastricht Randwyck voor reizen in de tweede klas. Daarnaast waren ze geldig in de NS-treinen binnen de stedelijke regio's Amsterdam, Rotterdam, Den Haag en Utrecht, echter alleen een 2-sterabonnement met als keuzezone de centrale centrumzone. Sinds 1 april 1984, toen de zones verkleind werden, was in Amsterdam en Rotterdam alleen nog een 3-sterabonnement met als keuzezone de centrale centrumzone geldig.

### Afschaffing
Het VBN-sterabonnement was jarenlang een papieren kaart (later geplastificeerd). De zichtkaart abonnementen werden door de komst van de OV-chipkaart langzaam vervangen door een product op de OV-chipkaart. In bepaalde gebieden moest de reiziger in deze overgangsperiode zowel een papieren zichtkaart als eentje op een OV-chipkaart hebben, omdat de ene vervoerder alleen zichtkaarten accepteerde en de andere vervoerder alleen die op een OV-chipkaart. Ook hoefde bij sommige vervoerders niet in- en uitgecheckt te worden met het sterabonnement, terwijl dat bij sommige vervoerders weer wel moest.
Op 1 januari 2012 stopte in heel Nederland de verkoop van de VBN-sterabonnementen bij de landelijke verkooppunten zoals postkantoren en andere winkels. Vanaf nu moesten de sterabonnementen worden besteld via internet en vervolgens opgeladen worden op een OV-chipkaart. Op 1 januari 2013 is het landelijke tarievensysteem, waaronder het sterabonnement, afgeschaft. Bestaande abonnementen bleven geldig tot de einddatum.
Veel vervoersregio's besloten het 1-ster- t/m 6-sterabonnement te behouden. Deze abonnementen zijn regiogebonden, zijn niet meer te gebruiken in de trein en kunnen alleen nog via de vervoersmaatschappij worden aangeschaft. De provincies Groningen, Drenthe en Friesland introduceerden bijvoorbeeld samen het Sterabonnement Noord-Nederland en de Randstad het Randstad Zone Abonnement. Veel regio's bieden (soms naast het regionale sterabonnement) regionale abonnementen aan die gebruikmaken van het OV-chipkaarttariefsysteem op basis van gereisde kilometers en een basistarief. Dit heeft soms voor flinke prijsverhogingen gezorgd en vaak hebben deze abonnementen allerlei beperkingen. Sommige abonnementen zijn bijvoorbeeld geldig bij één vervoersmaatschappij.
Het landelijk geldige N-sterabonnement bleef wel bestaan, maar heet sinds 2013 Netabonnement. Dit abonnement kon eerst via de website van de OV-chipkaart worden besteld, maar sinds 1 januari 2014 kan dit alleen nog via de regionale vervoersmaatschappij.

### Utrechtste Gemaksabonnement
Utrecht heeft regionale sterabonnementen, het U-OV Gemaksabonnement Stad en het U-OV Gemaksabonnement Regio, die ook geldig zijn voor de trein. Zoals vroeger is het reizen met de trein alleen mogelijk als de centrumzone ook het centrum van de stad is. Wel moet voor dit abonnement iets meer betaald worden dan voor het gewone sterabonnement.